# 雷 (科罗拉多州)
雷，是美国科罗拉多州尤马县下属的一座城市。建市于1906年6月22日，面积大约为3.393平方英里（8.788平方公里）。根据2010年美国人口普查，该市有人口2,342人。2011年估计该市有人口2,354人，相比2010年人口增长率为0.51%。同时，论人口该市是科罗拉多州第108大城市。